# Villa Meißner Straße 250 (Radebeul)

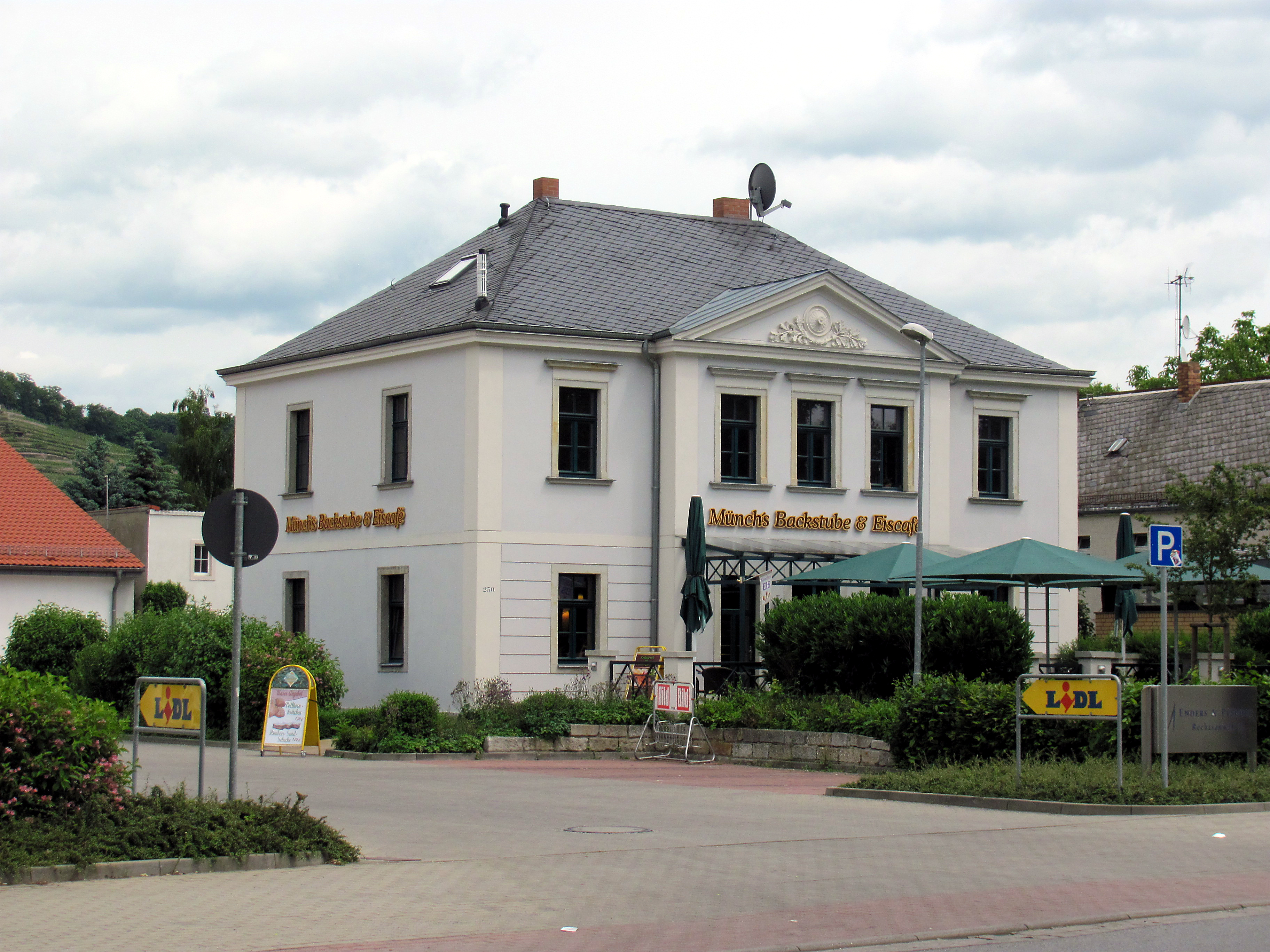
Villa Meißner Straße 250

Die Villa Meißner Straße 250 liegt im Stadtteil Kötzschenbroda der sächsischen Stadt Radebeul. Das um 1860 entstandene Wohnhaus wurde wohl nach einem Entwurf von F. A. Bernhard Große errichtet. In den 1920er Jahren wohnte dort der Begründer der Gralsbewegung, der Kaufmann und Autor Oskar Ernst Bernhardt (Abd-ru-shin). Seine Vermieterin war die Witwe Maria Freyer, seine spätere zweite Ehefrau.

## Beschreibung
Die zweigeschossige, denkmalgeschützte Villa steht quer zur Straße rechts am Rande eines großen Parkplatzes, der sich vor einem Einkaufsmarkt erstreckt. Dort (Villa Meißner Straße 254) befand sich ehemals die Bauunternehmung der Gebrüder Kießling.
Das Gebäude hat ein flaches, schiefergedecktes Walmdach. Die symmetrische Schauseite zur Meißner Straße ist fünfachsig. Drei Fensterachsen davon werden durch den Mittelrisalit bestimmt, der durch einen flachen Dreiecksgiebel abgeschlossen wird. Dieser zeigt ein Giebelfeld mit einem ornamentalen Relief. Vor dem Risalit befand sich ehemals eine offene, hölzerne Veranda, die bei der jüngsten Sanierung durch eine lichte Metallkonstruktion mit einem Glasdach abgelöst wurde.
Die verputzten Fassaden zeigen reduzierte Gliederungselemente, die durch Sandsteingewände eingefassten Fenster werden im Obergeschoss der Hauptansicht von horizontalen Verdachungen geschützt.
Die Villa liegt stilistisch zwischen Klassizismus und Historismus.